# Modena Football Club 1913-1914
Questa voce raccoglie le informazioni riguardanti il Modena Football Club nelle competizioni ufficiali della stagione 1913-1914.

## Stagione
Per la Prima Categoria 1913-1914 fu incluso nella sezione veneto-emiliana, organizzata dal Comitato Regionale Veneto-Emiliano della F.I.G.C., campionato in cui si classificò terzo.
Vince il Trofeo Giuseppe Verdi.

## Divise
| Prima divisa |

## Rosa
| N. |                        | Ruolo | Calciatore           |
| -- | ---------------------- | ----- | -------------------- |
|    | Italia (bandiera)      | P     | Diaderico Raffaldini |
|    | Italia (bandiera)      | D     | Ruggero Gaudenzi     |
|    | Italia (bandiera)      | D     | Alfredo Roveri       |
|    | Italia (bandiera)      | D     | Silvio Secchi        |
|    | Italia (bandiera)      | C     | Bruno Benassati      |
|    | Italia (bandiera)      | C     | Renato Giberti       |
|    | Inghilterra (bandiera) | C     | John Robert Roberts  |
|    | Italia (bandiera)      | C     | Edgardo Rota         |
|    | Italia (bandiera)      | C     | Canzio Zanasi        |

| N. |                   | Ruolo | Calciatore         |
| -- | ----------------- | ----- | ------------------ |
|    | Italia (bandiera) | A     | Giuseppe Carnazzi  |
|    | Italia (bandiera) | A     | Francesco Galesi   |
|    | Italia (bandiera) | A     | Roberto Martinelli |
|    | Italia (bandiera) | A     | Alberto Minchio    |
|    | Italia (bandiera) | A     | Luigi Rigatelli    |
|    | Italia (bandiera) | A     | Mario Rossi        |
|    | Italia (bandiera) | A     | Giuseppe Soresina  |
|    | Italia (bandiera) | A     | Salvatore Tosatti  |
|    | Italia (bandiera) | A     | Gino Zorzi         |

## Risultati

### Prima Categoria

#### Sezione veneto-emiliana

##### Girone di andata
| Arbitro: | Comazzi (Milano) |

|                       |           |  |
| Tosatti 75’ Zorzi 80’ | Marcatori |  |

| Arbitro: | Bortoletti (Venezia) |

|                                                        |           |  |
| Tonini II 27’ Tonini I 45’ Vallesella 74’ Casalini 83’ | Marcatori |  |

| Arbitro: | Moda (Milano) |

|                           |           |                                      |
| Brevedan 23’ Angelini 25’ | Marcatori | 49’ Roberts 50’ Soresina 61’ Tosatti |

| Arbitro: | Masperi (Brescia) |

|                                                   |           |                                                  |
| Ceresoli 16’ Trivellini 50’ (rig.) Vielmi III 85’ | Marcatori | 20’ Minchio 42’ Roberts 65’ Soresina 70’ Giberti |

| Arbitro: | Mauro (Milano) |

|                    |           |                           |
| Roberts 60’ (rig.) | Marcatori | 10’ L. Costa 50’ D. Corsi |

| Arbitro: | Resegotti (Milano) |

|               |           |           |
| Badini II 55’ | Marcatori | 65’ Zorzi |

| Arbitro: | Brivio (Verona) |

|                         |           |               |
| Roberts 40’ Minchio 54’ | Marcatori | 39’ Romaro II |

| Arbitro: | Barbon (Venezia) |

|                   |           |                       |
| Paroni 79’ (rig.) | Marcatori | 22’ Minchio 30’ Zorzi |

##### Girone di ritorno
| Arbitro: | Cavallina (Venezia) |

|                                                                        |           |  |
| Vecchina 9’, 30’, 40’, 66’ Bighin ?’, 67’, 88’ Piccoli 65’, ?’ Padovan | Marcatori |  |

| Arbitro: | Terzolo (Milano) |

|  |           |                                               |
|  | Marcatori | 10’ Perin 53’ Balbo 58’ Ciscato 62’ A. Tonini |

| Arbitro: | Brivio (Verona) |

|                                                           |           |             |
| Rossi 1’ Rigatelli 10’ Zorzi 11’ Carnazzi 60’ Roberts 88’ | Marcatori | 18’ Blasich |

| Arbitro: | Masperi (Brescia) |

|                                      |           |  |
| G. Forlivesi 23’, 25’ G. Bianchi 38’ | Marcatori |  |

| Modena 1º marzo 1914 10ª giornata | Modena             | 2 – 0 A tav. | Volontari Venezia | Campo dell’ex Velodromo-Piazza d’Armi\| Arbitro: \| Resegotti (Milano) \| |
| Arbitro:                          | Resegotti (Milano) |              |                   |                                                                           |

| Arbitro: | Resegotti (Milano) |

|                                   |           |                    |
| Minchio I 20’, 46’ Zorzi 52’, 70’ | Marcatori | 76’, 80’ Fratus II |

| Arbitro: | Laugeri (Torino) |

|                           |           |  |
| Roberts 32’ Rigatelli 88’ | Marcatori |  |

| Arbitro: | Masperi (Brescia) |

|                           |           |  |
| Strauss 22’ Romaro II 55’ | Marcatori |  |

## Statistiche

### Statistiche di squadra
| Competizione                          | Punti | In casa | In casa | In casa | In casa | In casa | In casa | In trasferta | In trasferta | In trasferta | In trasferta | In trasferta | In trasferta | Totale | Totale | Totale | Totale | Totale | Totale | DR |
| Competizione                          | Punti | G       | V       | N       | P       | Gf      | Gs      | G            | V            | N            | P            | Gf           | Gs           | G      | V      | N      | P      | Gf     | Gs     | DR |
| ------------------------------------- | ----- | ------- | ------- | ------- | ------- | ------- | ------- | ------------ | ------------ | ------------ | ------------ | ------------ | ------------ | ------ | ------ | ------ | ------ | ------ | ------ | -- |
| Prima Categoria - Sez.Veneto-Emiliana | 19    | 8       | .       | .       | .       | ..      | .       | 8            | .            | .            | .            | ..           | ..           | 16     | 9      | 1      | 6      | 28     | 36     |    |